# فرگشت به عنوان حقیقت و نظریه
بسیاری از دانشمندان و فیلسوفان علم، فرگشت به عنوان حقیقت و نظریه (به انگلیسی: Evolution as fact and theory)، توصیف کرده‌اند، عبارتی که به عنوان مقاله‌ای توسط دیرینه‌شناس استفان جی گولد در سال ۱۹۸۱ استفاده شد. او حقیقت در علم را به معنای داده‌هایی توصیف می‌کند که با قطعیت مطلق شناخته نمی‌شوند، اما «تا حدی تأیید شده‌اند که خودداری از موافقت موقت نادرست است». یک نظریه علمی توضیحی کاملاً مستدل از چنین حقایقی است. حقایق فرگشت از شواهد مشاهده‌هایی از فرآیندهای کنونی، از نقص جانداران موجود در ثبت نسب مشترک تاریخی، و از انتقال در پیشینهٔ فسیلی ناشی می‌شود. نظریه‌های فرگشتی توضیحی موقت برای این حقایق ارائه می‌دهند.

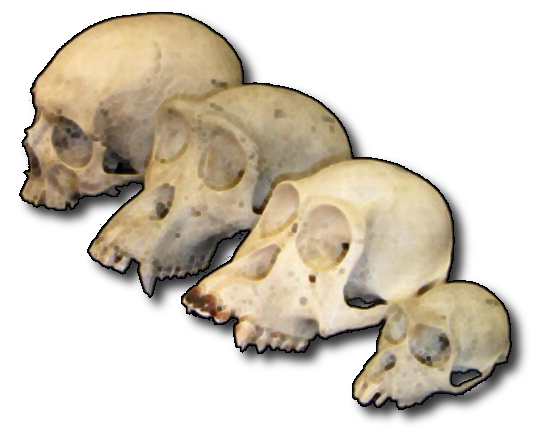
جمجمه‌های نخستی‌سانان که از موزه جانورشناسی تطبیقی دانشگاه هاروارد تهیه شده‌اند.